# Ruta Estatal de California 92
La Ruta Estatal de California 92, y abreviada SR 92 (en inglés: California State Route 92) es una carretera estatal estadounidense ubicada en el estado de California. La carretera inicia en el Oeste desde la SR 1     en Half Moon Bay hacia el Este en la SR 185  , SR 238   en Hayward. La carretera tiene una longitud de 44,7 km (27.769 mi).

## Mantenimiento
Al igual que las autopistas interestatales, y las rutas federales y el resto de carreteras estatales, la Ruta Estatal de California 92 es administrada y mantenida por el Departamento de Transporte de California por sus siglas en inglés Caltrans.

## Cruces
La Ruta Estatal de California 92 es atravesada principalmente por la  I 280     cerca de San Mateo
 US 101     en San Mateo
 I 880     en Hayward.